# Per Bronken
Per Bronken, född den 13 mars 1935 i Tromsø, död den 4 oktober 2002 i Oslo, var en norsk författare, skådespelare och teaterregissör. Han var gift med skådespelerskan Monna Tandberg åren 1962–1971 och med skådespelerskan Marie Louise Tank från 1974.
Bronken gav ut diktsamlingarna Kom drikk også mitt blod (1955), Dikt før daggry (1956), Naken som de andre (1958), Dypest på bunnen av havet (1960), Skibbrudd på kysten av Bøhmen (1979) och Knapt tilmålt tid (1987). Ett urval av hans dikter, Kranser av blod, utkom 1979 och romanen Avbrutt karneval 1961. I boken Aldri vi deg glemme vil... (1996) drar han oortodoxa slutsatser om vårt förhållande till döden och till varandra.
Han debuterade 1957 som skådespelare på Riksteatret som Jim i Tennessee Williams Glasmenageriet. Här spelade han också Marchbanks i George Bernard Shaws Candida. Han var knuten till Riksteatret 1957–1960 och till Nationaltheatret 1967–1969, där han bland annat regisserade Henrik Ibsens Catilina och Frun från havet. Åren 1961–1967 och från 1969 var han vid Fjernsynsteatret.
För TV gjorde han stora uppsättningar av klassisk och modern dramatik, bland annat Sofokles Antigone, Racines Fedra, Nordahl Griegs Nederlaget, Ibsens John Gabriel Borkman och Frun från havet, Shakespeares Kung Lear och serierna Benoni och Rosa efter Knut Hamsuns romaner och Jenny efter Sigrid Undsets roman. Han hade också uppdrag som regissör på Den Norske Opera och skrev baletter tillsammans med Arne Nordheim. 1994 satte han upp Halldor Laxness stycke Fagre kvinner og frekke menn med den fria gruppen Intimteatret i Oslo.